# Wereldkampioenschappen baanwielrennen 1905
De wereldkampioenschappen baanwielrennen 1905 werden van 16 tot en met 23 juli 1905 gehouden in het Belgische Antwerpen. Er stonden vier onderdelen op het programma, twee voor beroepsrenners en twee voor amateurs.

## Uitslagen

### Beroepsrenners
| Onderdeel | Goud             | Goud             | Zilver     | Zilver             | Brons             | Brons           |
| --------- | ---------------- | ---------------- | ---------- | ------------------ | ----------------- | --------------- |
| Sprint    | Frankrijk        | Gabriel Poulain  | Denemarken | Thorvald Ellegaard | Duitse Keizerrijk | Henri Mayer     |
| Stayeren  | Verenigde Staten | Bob Walthour sr. | Frankrijk  | Paul Guignard      | Nederland         | Piet Dickentman |

### Amateurs
| Onderdeel | Goud                | Goud          | Zilver              | Zilver     | Brons     | Brons             |
| --------- | ------------------- | ------------- | ------------------- | ---------- | --------- | ----------------- |
| Sprint    | Verenigd Koninkrijk | Jimmy Benyon  | Verenigd Koninkrijk | H. D. Buck | Frankrijk | Eugène Debongnie  |
| Stayeren  | Verenigd Koninkrijk | Leon Meredith | Duitse Keizerrijk   | Willy Mest | België    | Auguste Carremans |

### Medaillespiegel
| Plaats | Land                | Goud | Zilver | Brons | Totaal |
| 1      | Verenigd Koninkrijk | 2    | 1      | 0     | 3      |
| 2      | Frankrijk           | 1    | 1      | 1     | 3      |
| 3      | Verenigde Staten    | 1    | 0      | 0     | 1      |
| 4      | Duitse Keizerrijk   | 0    | 1      | 1     | 2      |
| 5      | Denemarken          | 0    | 1      | 0     | 1      |
| 6      | België              | 0    | 0      | 1     | 1      |
| 6      | Nederland           | 0    | 0      | 1     | 1      |
| Totaal | Totaal              | 4    | 4      | 4     | 12     |

Edities

1893 ·
1894 ·
1895 ·
1896 ·
1897 ·
1898 ·
1899 ·
1900 ·
1901 ·
1902 ·
1903 ·
1904 ·
1905 ·
1906 ·
1907 ·
1908 ·
1909 ·
1910 ·
1911 ·
1912 ·
1913 ·
1914 ·
1915 · 1916 · 1917 · 1918 · 1919 ·
1920 ·
1921 ·
1922 ·
1923 ·
1924 ·
1925 ·
1926 ·
1927 ·
1928 ·
1929 ·
1930 ·
1931 ·
1932 ·
1933 ·
1934 ·
1935 ·
1936 ·
1937 ·
1938 ·
1939 ·
1940 · 1941 · 1942 · 1943 · 1944 · 1945 ·
1946 ·
1947 ·
1948 ·
1949 ·
1950 ·
1951 ·
1952 ·
1953 ·
1954 ·
1955 ·
1956 ·
1957 ·
1958 ·
1959 ·
1960 ·
1961 ·
1962 ·
1963 ·
1964 ·
1965 ·
1966 ·
1967 ·
1968 ·
1969 ·
1970 ·
1971 ·
1972 ·
1973 ·
1974 ·
1975 ·
1976 ·
1977 ·
1978 ·
1979 ·
1980 ·
1981 ·
1982 ·
1983 ·
1984 ·
1985 ·
1986 ·
1987 ·
1988 ·
1989 ·
1990 ·
1991 ·
1992 ·
1993 ·
1994 ·
1995 ·
1996 ·
1997 ·
1998 ·
1999 ·
2000 ·
2001 ·
2002 ·
2003 ·
2004 ·
2005 ·
2006 ·
2007 ·
2008 ·
2009 ·
2010 ·
2011 ·
2012 · 
2013 · 
2014 · 
2015 · 
2016 · 
2017 · 
2018 · 
2019 · 
2020 · 
2021 · 
2022 · 
2023 ·
2024 ·
2025 ·

Onderdelen

Achtervolging (individueel) · 
afvalkoers · 
keirin · 
koppelkoers · 
omnium · 
ploegenachtervolging · 
puntenkoers · 
scratch · 
sprint · 
teamsprint ·  
tijdrijden

Voormalig:
stayeren ·
tandem